# Ідштедт
Ідштедт (нім. Idstedt) — громада в Німеччині, розташована в землі Шлезвіг-Гольштейн. Входить до складу району Шлезвіг-Фленсбург. Складова частина об'єднання громад Зюдангельн.
Площа — 13,35 км2. Населення становить 905 ос. (станом на 31 грудня 2020).